# Palomar 5
Palomar 5 est un amas globulaire et membre des amas globulaires de Palomar (en). Il a été découvert par Walter Baade en 1950 et retrouvé indépendamment par Albert George Wilson en 1955. Après le nom initial de Serpens, il a ensuite été catalogué sous le nom de Palomar 5.
Il existe un processus de perturbation agissant sur cet amas en raison de la gravitation de la Voie Lactée — en fait, de nombreuses étoiles quittent cet amas sous la forme d'un courant stellaire. Le ruisseau a une masse de 5 000 masses solaires et une longueur de 30 000 années-lumière. L'amas se trouve actuellement à 60,6 kly (18,6 kpc) du centre galactique. Il présente un aplatissement notable, avec un rapport hauteur / largeur de 0,62 ± 0,23 entre son demi-grand axe et son demi-petit axe.